# CSS-11
CSS-11 – polski dwumiejscowy samolot szkolno-treningowy do akrobacji. Projekt samolotu został opracowany w Centralnym Studium Samolotów PZL w Warszawie w 1948 r. przez mgr inż. Leszka Dulębę.

## Historia
Dwa prototypy tego samolotu zbudowały warsztaty CSS. Pierwszy prototyp został oblatany 16 października 1948 r. przez kpt. pilota Jerzego Szymankiewicza. Samolot wykazał dobre własności pilotażowe i prawidłowo wykonywał figury akrobacji. Podobnie jak CSS-10C nie wszedł do produkcji z powodu rezygnacji z uruchomienia licencyjnej produkcji silników Walter Minor 6-III.
Oba prototypy przeszły badania wytrzymałościowe w Dziale Wytrzymałości Instytutu Lotnictwa w Warszawie pod kierownictwem inż. Tadeusza Chylińskiego, a następnie w 1951 r. próby homologacyjne w kierowanym wówczas również przez inż. Chylińskiego Dziale Badań w Locie.